# Emine Sevgi Özdamar
Emine Sevgi Özdamar (Malatya, 10 agosto 1946) è una scrittrice, regista e attrice tedesca.

## Biografia
Emine Sevgi Özdamar è nata in Turchia ma ventenne si trasferisce a Berlino. Negli anni Settanta, al teatro Volksbühne, è assistente alla regia di Benno Besson. Ha un'esperienza biennale in Francia, sempre in ambito teatrale, ma ritorna in Germania, al teatro Schauspiel di Bochum, dove mette in scena Karagöz in Alamania. Dal 1982 pubblica testi riguardanti il confronto tra la cultura tedesca e quella turca.
Ha vinto vari premi letterari tra cui il Premio Ingeborg Bachmann (1991), il Premio Walter Hasenclever della città di Aachen (1993), il Premio Adelbert von Chamisso (1999), il Premio Kleist (2004) e il Premio Roswitha (2021). Nel 2022 si è aggiudicata il Georg Büchner Preis, uno dei premi più prestigiosi nel mondo tedescofono. Le sue opere sono state tradotte in varie lingue, tra cui l'italiano.

## Opere
- Karagöz in Alamania (1982, piéce teatrale)
- Mutterzunge (1990, racconti)
- Keloğlan in Alamania, die Versöhnung von Schwein und Lamm (1991, piéce teatrale)
- Das Leben ist eine Karawanserei hat zwei Türen aus einer kam ich rein aus der anderen ging ich raus (1992, romanzo)
- Die Brücke vom Goldenen Horn (1998, romanzo)
- Der Hof im Spiegel (2001, racconti)
- Seltsame Sterne starren zur Erde (2003, romanzo)